# Dirce

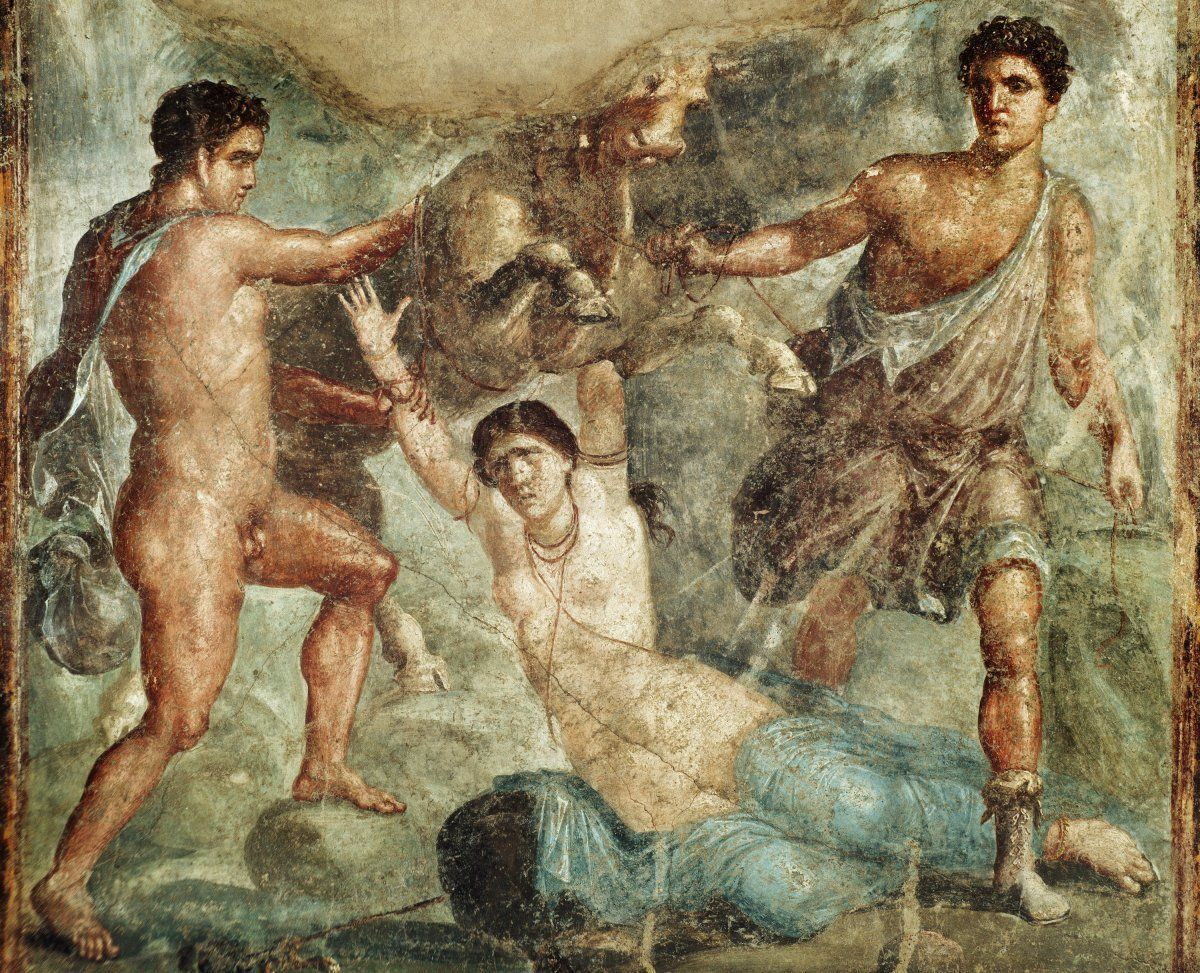
Anfione e Zeto legano la loro zia Dirce ad un toro furioso. Affresco romano dalla Casa dei Vettii, a Pompei.

Dirce è una figura della mitologia greca, moglie di Lico. Non ha alcuna relazione con l'omonimo personaggio della tragedia Oedipe di Pierre Corneille.

## Mito
Un giorno Lico accolse sua nipote Antiope, cacciata dal fratello Nitteo (un'altra versione afferma che Lico la sottrasse con la forza ad Epopeo, il re di Sicione, che aveva accolto Antiope, che era fuggita dal padre adirato per la sua gravidanza).
Dirce trattò Antiope come una schiava, maltrattandola. Presso la casa di Dirce, Antiope diede alla luce due gemelli, Anfione e Zeto (i cosiddetti Dioscuri tebani), ma quando Lico ne venne a conoscenza, ordinò che questi venissero esposti alle belve sul monte Citerone. Un pastore però trovò i gemelli e li allevò come figli propri.
Per i maltrattamenti della zia, Antiope fuggì e dopo varie peripezie giunse alla grotta dove abitavano i suoi figli, che la riconobbero solo successivamente. Divenuti adulti, i figli decisero di vendicare la madre e uccisero Lico e poi punirono atrocemente Dirce, attaccandola ad un toro furioso, che la trascinò via uccidendola.
Dioniso ebbe pietà di lei e la trasformò in una fonte presso Tebe; in altre versioni, venne gettata in una fonte, che assunse il suo nome.
Famosa rappresentazione di questo mito è la scultura ellenistica del Toro Farnese conservata nel Museo archeologico nazionale di Napoli. Lo scultore Lorenzo Bartolini, nel 1834, eseguì una languida raffigurazione di Dirce, ora conservata al Louvre.